# بیژن و منیژه (فیلم)
بیژن و منیژه فیلمی به کارگردانی منوچهر زمانی و نویسندگی سیامک یاسمی ساختهٔ سال ۱۳۳۷ است.

## خلاصه داستان
ماجراهای دو دلداده، «بیژن» و «منیژه» و مبارزات «بیژن» با دشمنان…

## بازیگران
- ژاله
- ایلوش
- حبیب‌الله خان مراد
- حسین محسنی
- تاج‌الملوک احمدی
- عباس مصدق
- ذکریا هاشمی